# Fizeșu Gherlii, Cluj
Fizeșu Gherlii este satul de reședință al comunei cu același nume din județul Cluj, Transilvania, România.

## Vezi și
- Biserica reformată din Fizeșu Gherlii

## Imagini

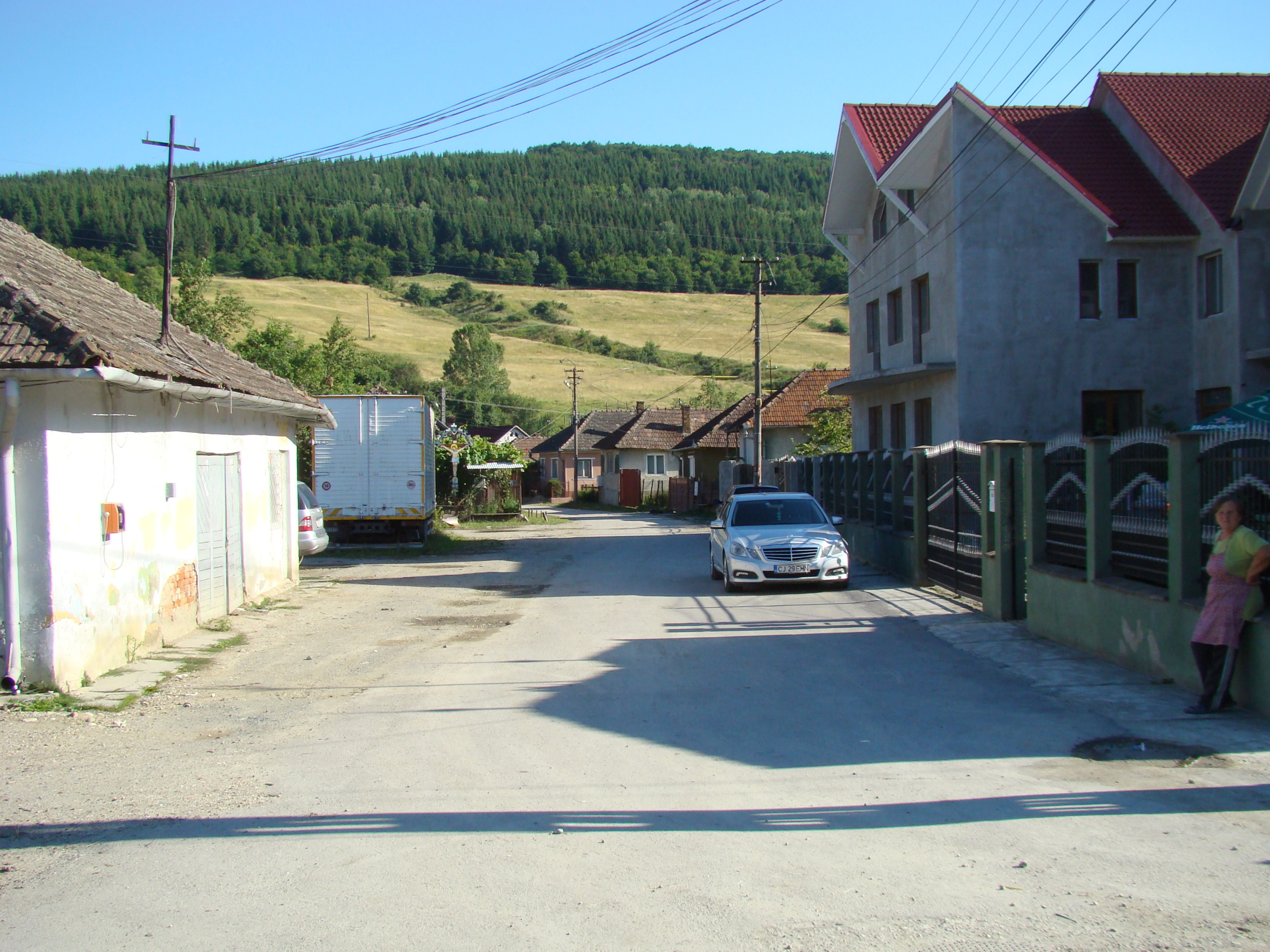
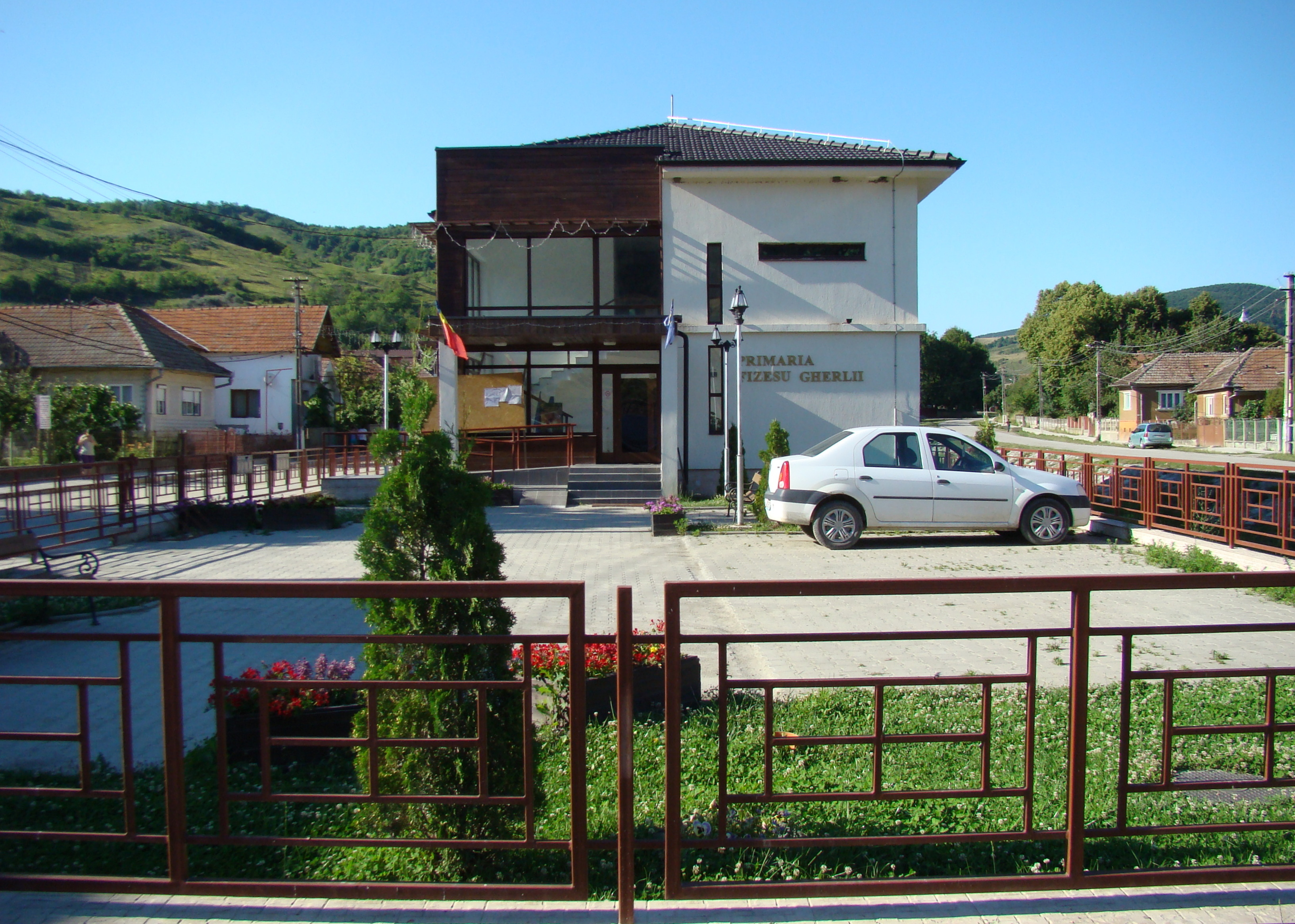
Primăria comunei
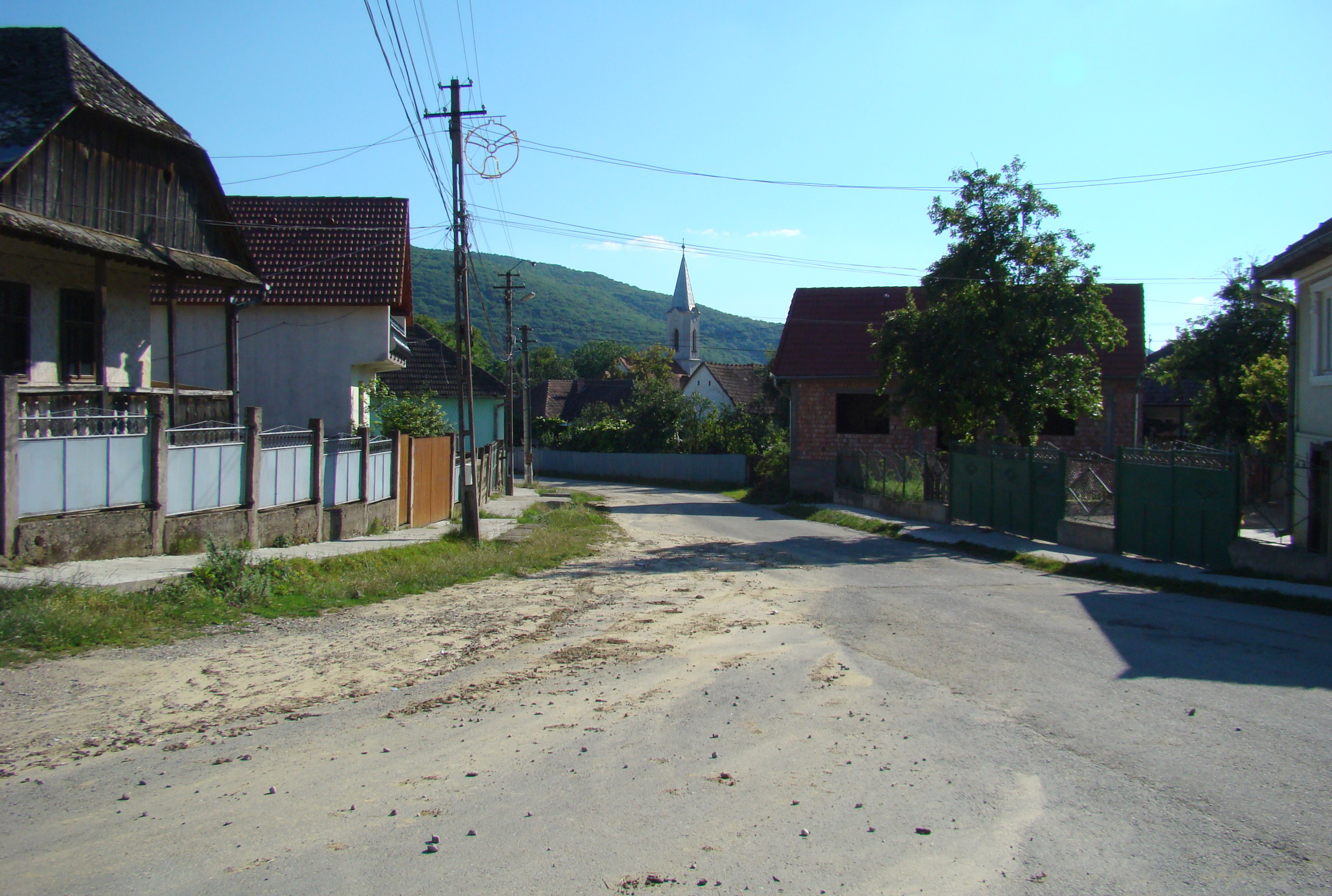
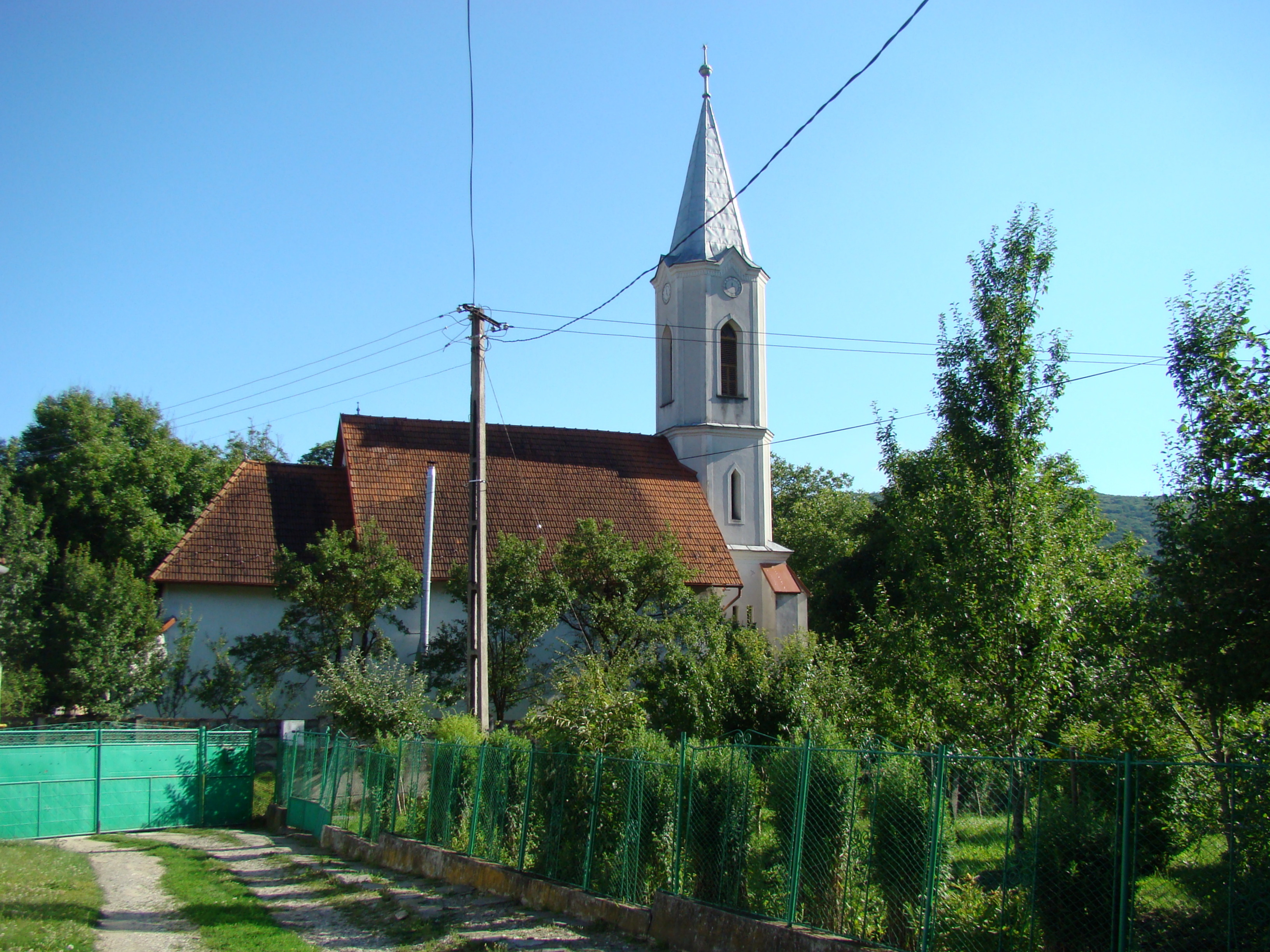
Biserica reformată (monument istoric)
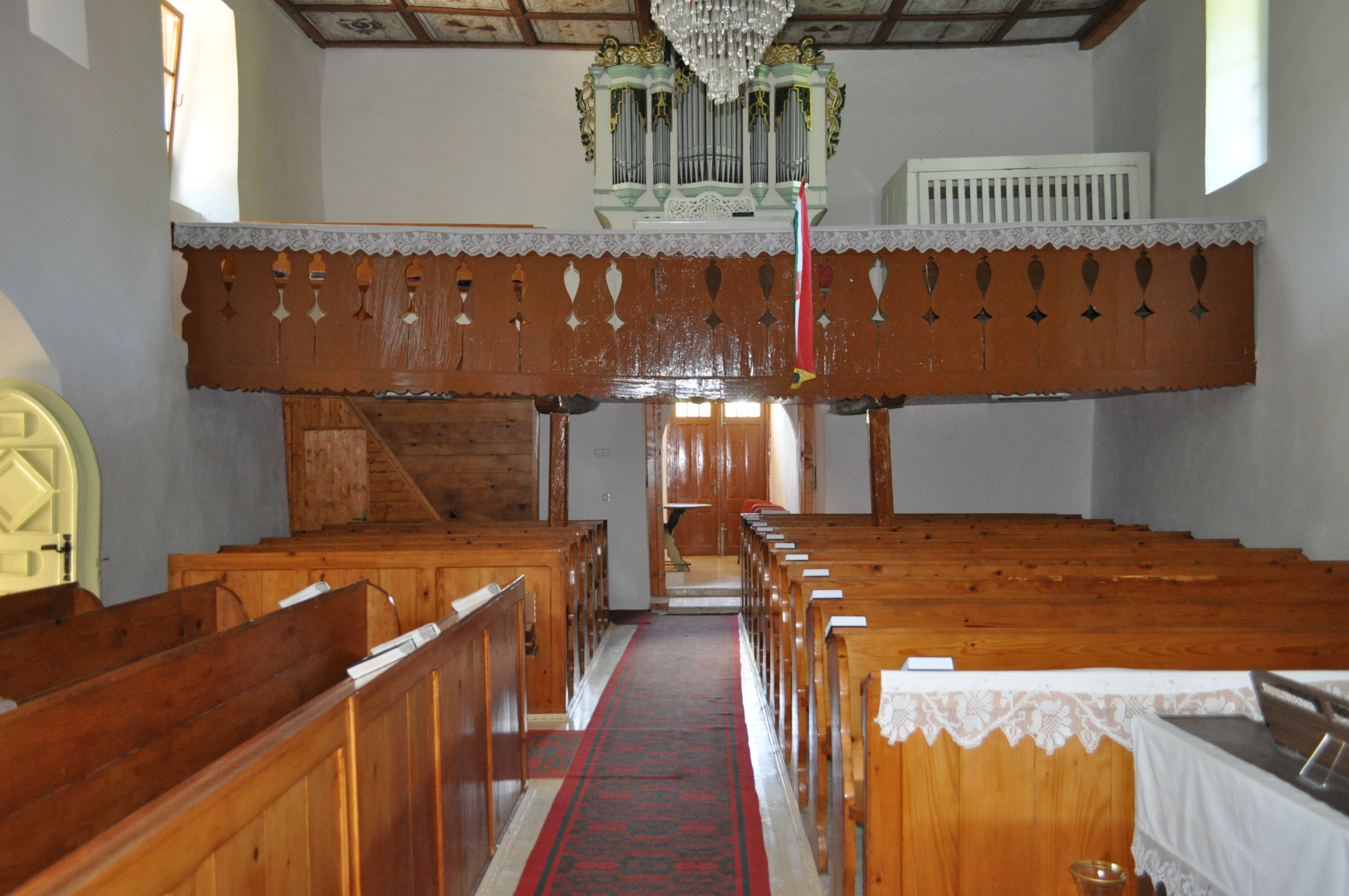
Biserica reformată (monument istoric)
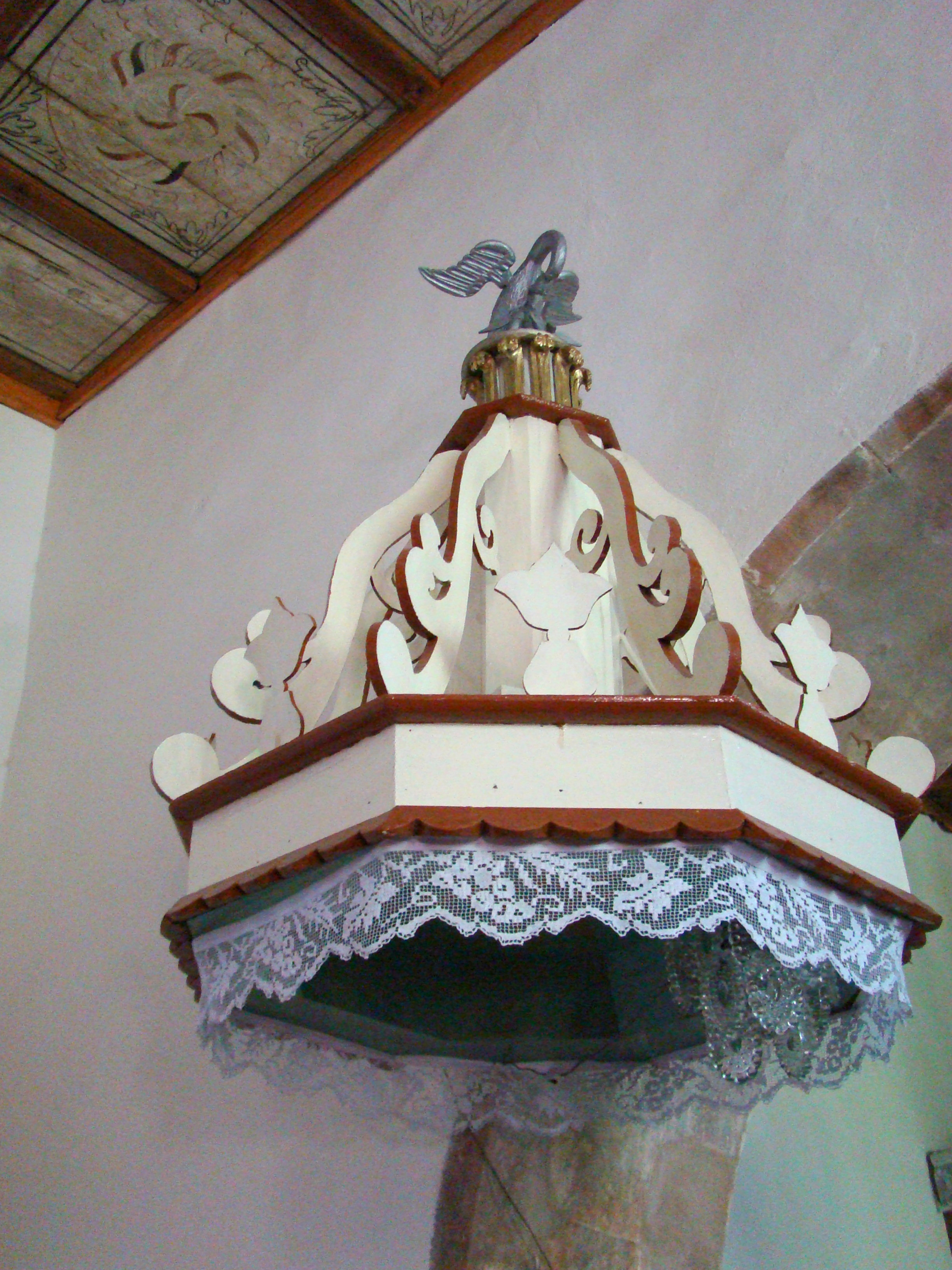
Coroana amvonului
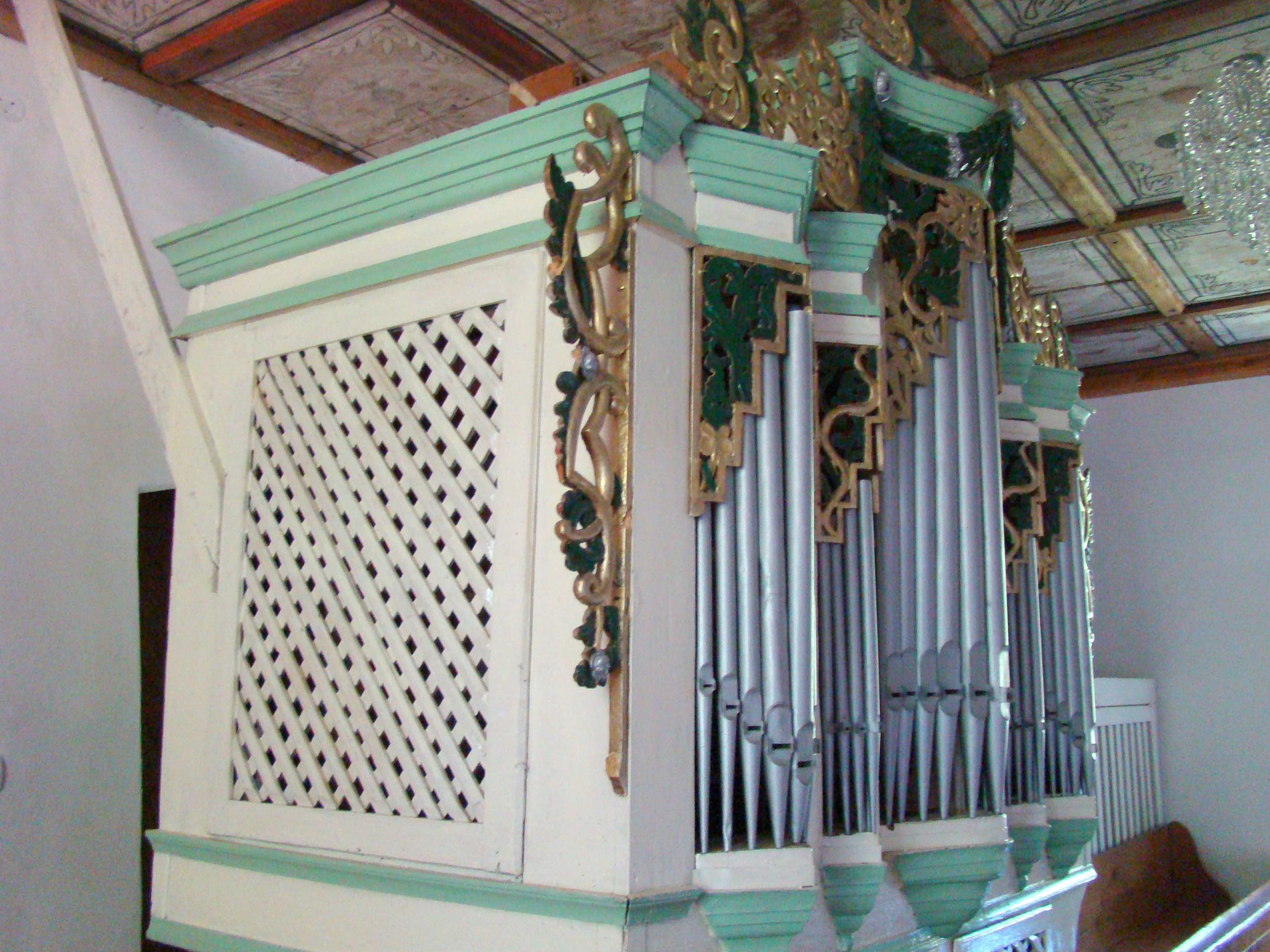
Orga bisericii reformate (secolul XIX)
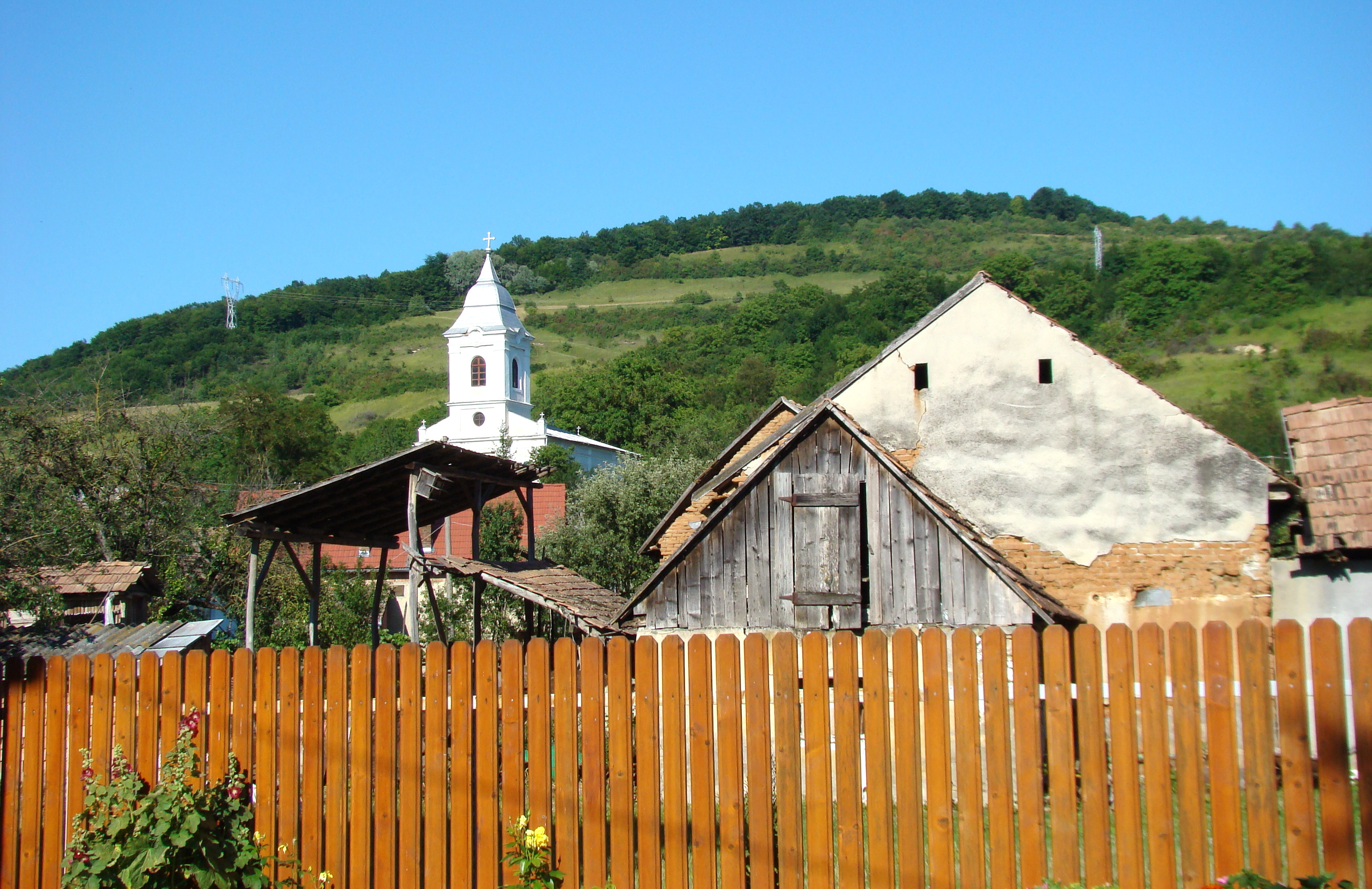
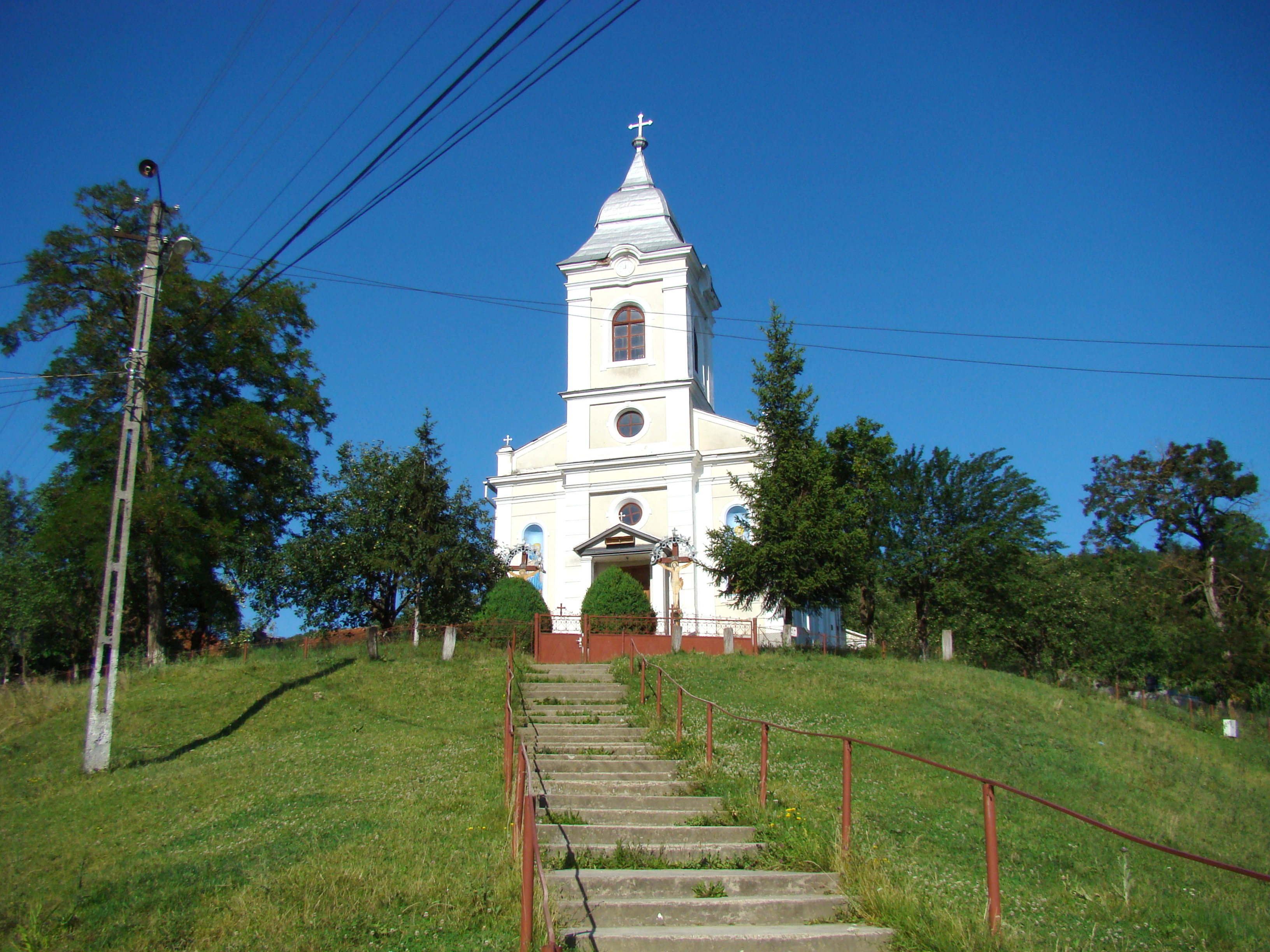
Biserica greco-catolică (din 1948 folosită de comunitatea ortodoxă)
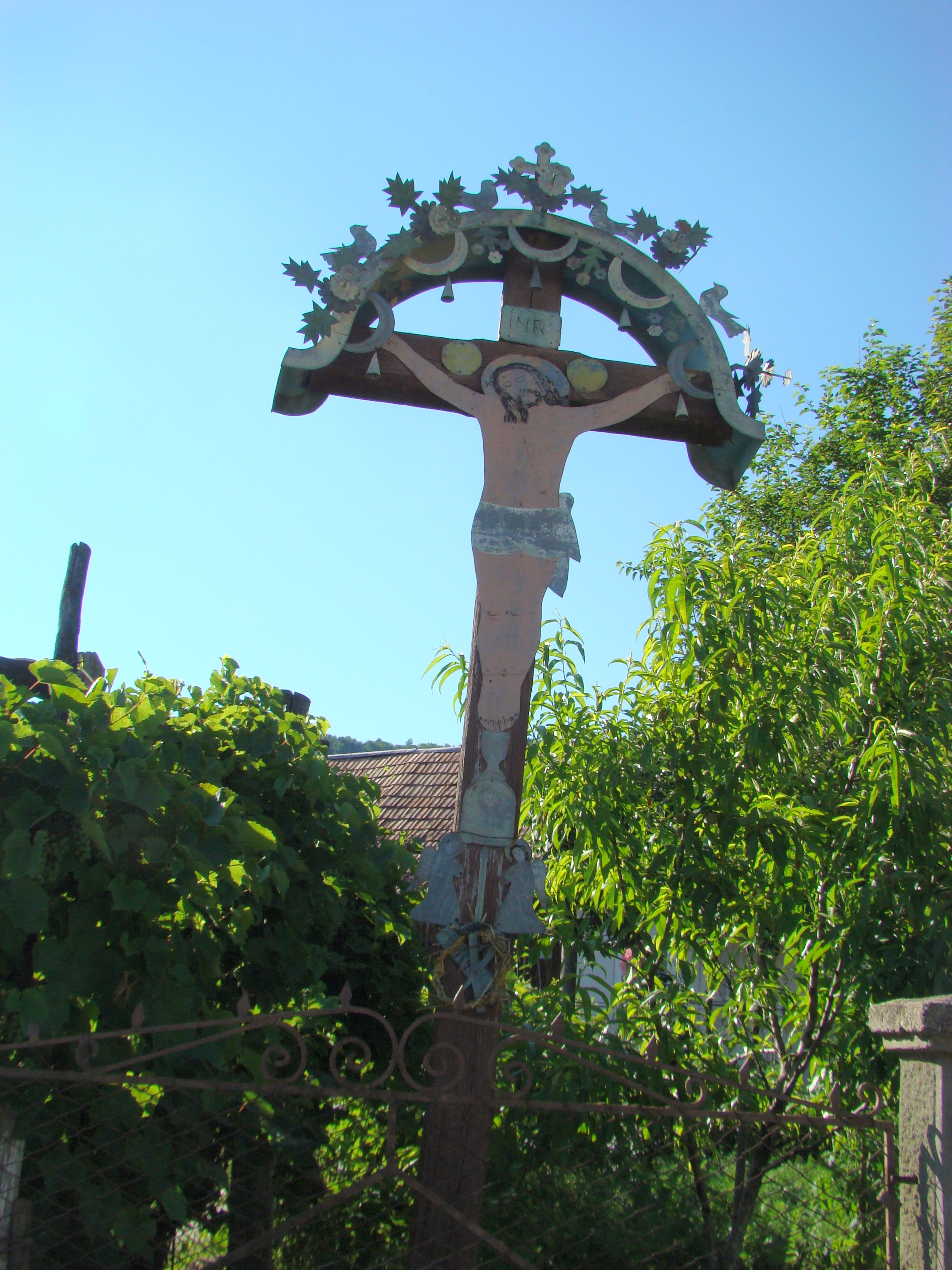
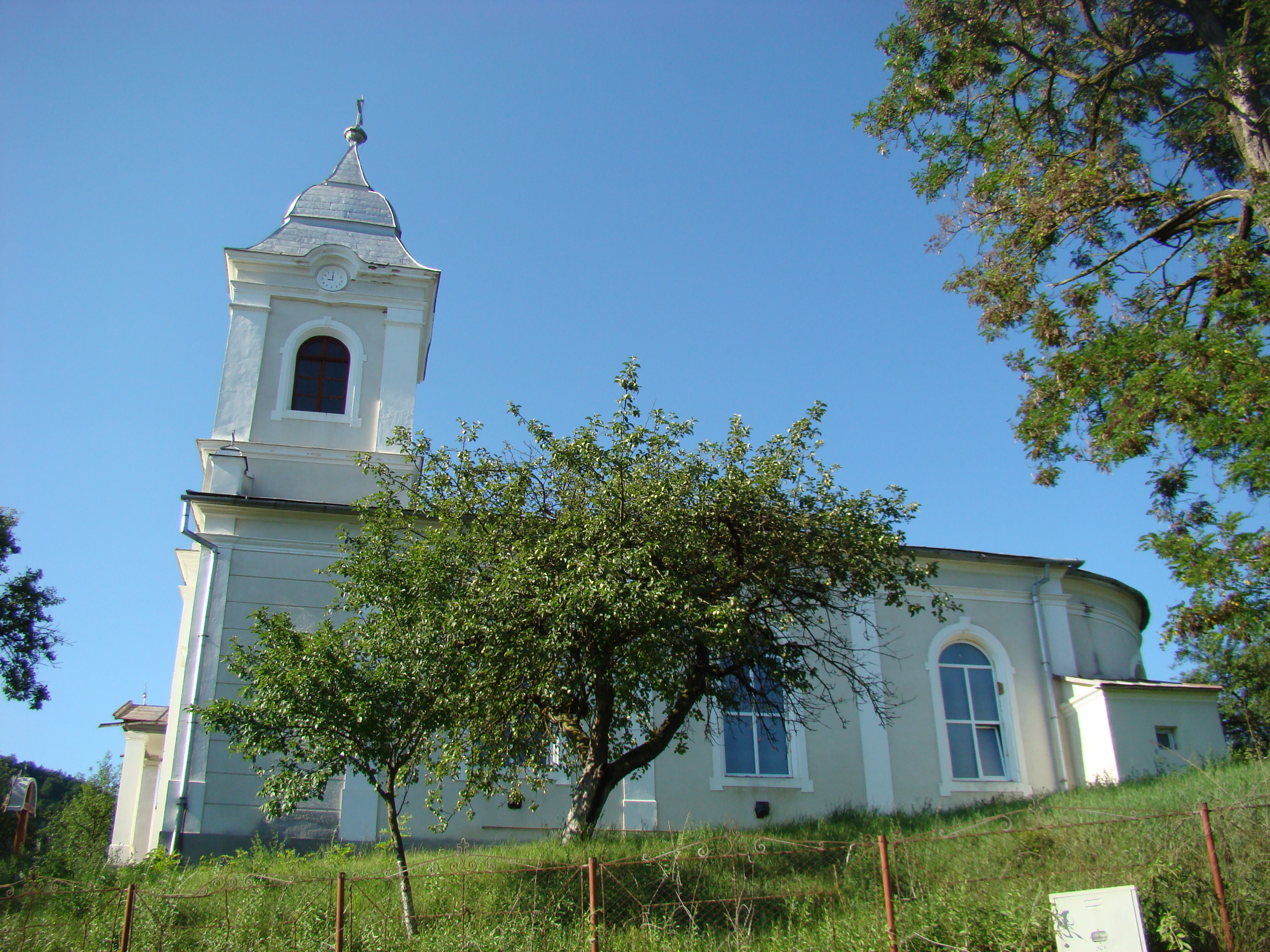
Biserica greco-catolică (din 1948 folosită de comunitatea ortodoxă)
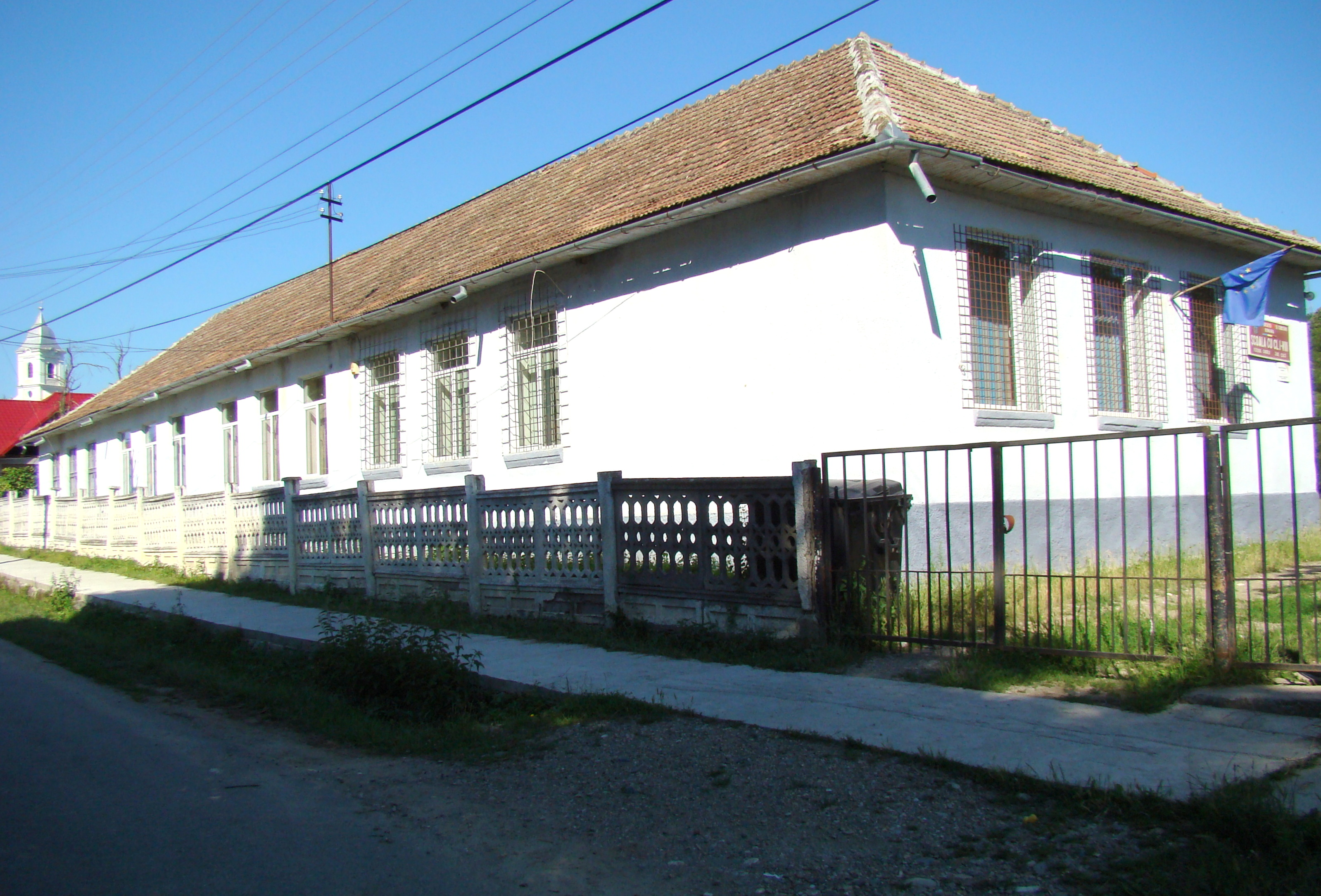
Școala